# EARN (European Academic and Research Network)
Az Európai Akadémiai és Kutatói Hálózat (angolul: European Academic and Research Network, rövidítése: EARN) az első páneurópai akadémiai számítógép-hálózat.

## Az EARN szervezet
Az EARN 1983-ban jött létre az IBM kezdeményezésére. Az EARN szerveződést az IBM anyagilag és más módon is tevékenyen támogatta. A minta az Egyesült Államokban már létező hasonló célú akadémiai számítógép-hálózat, a BITNET volt. Az EARN név egy szervezet és egy fizikai számítógép-hálózat megnevezésére is szolgált. Magát az EARN szervezetet 1985-ben Franciaországban jegyezték be nonprofit egyesületi jogi formában. Magyarországot 1990-ben vették fel tagként.
A civil szférában a nagyterületű számítógép-hálózatok először a felsőoktatásban, az egyetemekhez vagy tudományos akadémiákhoz köthető kutató helyeken, jelentős közgyűjteményekben jelentek meg, elnevezésükre jellemzően az "akadémiai" vagy "kutatói" jelzőket használta a nemzetközi közösség. Európában már korai fázisban megkezdődött ezen nem üzleti célú nemzeti hálózatok nemzetközi összekapcsolásának megszervezése. A nemzetközi akadémiai számítógép-hálózatok megjelenése a '80-as évek közepén hatalmas lökést adott a nemzetközi tudományos együttműködés fejlődésének és később az üzleti célú felhasználás alapjainak megteremtéséhez.
Az  EARN célja az volt, hogy az európai "akadémiai" közösség számítógépes információs hálózataként kényelmes és korlátozásmentes adat-, információ- és üzenetcserét biztosítson a számítóközponti csomópontokhoz tartozó felhasználók számára. Az EARN tagjai közé az európaiakon kívül a közel-keleti és afrikai országok akadémiai hálózatait is felvették (már ahol volt ilyen, például: Izrael, Egyiptom, Tunézia). Az EARN rendszerben 1991-ben mintegy ezer számítógép kapcsolódott össze, amelyek 27 ország 550 intézményében üzemeltek. Az EARN legfontosabb külső csatlakozása az Egyesült Államok BITNET hálózata felé volt, a szoros együttműködést jelezte az is, hogy sokan EARN/BITNET hálózatról beszéltek. Volt csatlakozás Kanada NETNORTH és Ázsia ASIANET hasonló hálózataihoz is. Ezek a számítógép-hálózatok 1991 végén együttesen mintegy 45 országot, illetve 4000 csomópontot fedtek le.

## Az EARN technológia
Az EARN hálózati technológia az induláskor az IBM nagyszámítógépeken futó RSCS (Remote Spooling Communication Subsystem) szoftverre alapult, amely az NJE (Network Job Entry) hálózati kommunikációs protokollt használta a gépek közötti BSC vagy SDLC adatátvitelre. Fizikai szinten kezdetben jellemzően 2,4 – 9,6 kbit/sec sebességű bérelt távközlési vonalakon működött. Egy-egy csomópontban a hálózati forgalmat a nagyszámítógépek kezelték, a csomóponti számítógép a beérkező, de nem neki címzett adatállományokat addig tárolta, ameddig nem sikerült a célállomás irányába a következő csomópontnak átküldenie. A több irányú kapcsolattal is rendelkező gerinchálózati csomópontokban rendszeresen aktualizálni kellett azt a táblát, amiben az összes EARN csomópontra vonatkozóan szerepelt, hogy az adott csomópontból melyik irányba, melyik szomszéd csomópontba kell továbbítani a máshova címzett adatállományokat. 1989-ben az IBM gépeken megjelent a VMNET technológia, amely lehetővé tette az NJE protokoll működését TCP/IP (internet) kapcsolatok felett is, ezzel ugyanazon a fizikai kapcsolaton lehetett az EARN és az Internet szolgáltatásait is elérni. A '90-es években az IBM gépek mellett már jelentős számban csatlakoztak VAX/VMS és Unix operációs rendszerű számítógépek is a hálózathoz. A VAX/VMS operációs rendszert használó gépeken a JNET program segítségével TCP/IP protokollrendszerrel lehetett becsatlakozni, míg a Unix operációs rendszerű gépekre készült UREP program képes volt az X.25 vagy a TCP/IP feletti kapcsolódásra is.
Az EARN legfontosabb szolgáltatásai:
- online üzenetváltás (beszélgetés) [TELL, CHAT],
- elektronikus levelezés a világ összes levelező rendszeréhez csatlakozó levelezési átjárókkal [MAIL],
- adatállományok továbbítása, lehívása EARN adatbázisokból [GET],
- disztribúciós listák és adatbázis kezelés [LISTSERV],
- csatlakozás klubokhoz (automatikus disztribúció) [SIGNON],
- hirdetőtábla és konferencia rendszer,
- távoli programfuttatás,
- átjáró (gateway) funkciók más információs rendszerekhez.

Az EARN adatbázisok az egyes csomópontok felügyelete alatt lévő fájlok, amelyek tartalmaznak ingyenesen letölthető programokat, levelezési név- és címlistákat, klublistákat és a klubokhoz tartozók listáit, publikációs listákat, archívumokat stb. A klub (LIST) olyan felhasználók társasága, akik valamilyen közös érdeklődési körhöz tartoznak és ezért valamely listán nyilvántartásba vetetik magukat. A listán szereplők valamennyien megkapják bármely klubtagnak a többiek számára írott üzenetét, levelét. Ezzel a rendszerrel (többnyire szerkesztő által összeállított) elektronikus újságokat is lehet "rendelni".
Az EARN megszületésekor élvonalbeli technológiának számított, sok értékes szolgáltatással és hatalmas felhasználói bázissal rendelkezett. Nagyjából 1994-re azonban világossá vált, hogy a jövő útja nem csak a hálózati technológiában, de az alkalmazások szintjén is az internet felé vezet.

## Az EARN magyar vonatkozásai
Magyarország számára a hálózat jelentősége abban állt, hogy miközben az akkori ún. szocialista országok, így Magyarország felé is a számítógép-hálózati technológia (különösen az internet technológia) embargó alá esett, legelőbb az EARN-höz történő csatlakozásra kapott az ország engedélyt, 1990-ben. Ezzel a hazai felsőoktatási intézmények, akadémiai kutatóintézetek számára lehetőség nyílt "nyugati" partnerekkel elektronikus üzenetek (email), illetve adatállományok cseréjére, továbbá távolról programfuttatásra külföldi számítógépeken. Magyarországon voltak IBM gyártmányú, továbbá szocialista országokban gyártott IBM klón nagyszámítógépek, de voltak VAX/VMS vagy Unix operációs rendszerrel működő gépek is,  így a hálózat országos kiterjesztéséhez szükséges számítástechnikai elemek rendelkezésre álltak. A nehézséget kezdetben jellemzően a távközlési kapcsolatok relatív alacsony átviteli sebessége jelentette, ami miatt a nagyobb állományok mozgatását speciálisan kellett szabályozni. A Nemzeti Információs Infrastruktúra Fejlesztési Program (NIIF) már létező hazai kutatói hálózati szolgáltatásait értékesen egészítette ki a nemzetközi kapcsolattartás lehetősége.
Az EARN magyar nemzeti csomópontja (node) az MTA SZTAKI-ban üzemeltetett IBM 4341 típusú nagyszámítógép volt HUEARN néven, amelynek a Linzben működő osztrák nemzeti csomóponthoz (AEARN) volt kapcsolata. A magyar nemzeti csomóponthoz kapcsolódva az ország más intézményei saját csomópontokat üzemeltethettek. A szolgáltatások igénybevételéhez a felhasználónak érvényes hozzáférési jogosultsággal (account) kellett rendelkeznie az adott csomóponti nagyszámítógépen. A hozzáférés helyi terminálról vagy az NIIF hálózaton keresztül távoli terminál emulációval volt lehetséges. Budapesti csomópontok mellett igen aktívan használták a debreceni KLTE (VAX 6000/510 gép HUKLTE51 néven) és a szegedi JATE (IBM 4361 gép HUSZEG11 néven) csomópontjait.
Az MTA SZTAKI-ban tervezett hálózati eszközök lehetővé tették az EARN BSC protokolljának átvitelét az akkor hazai távközlésben elérhető X.25 hálózaton keresztül is, amivel a hozzáférést élvező intézmények száma jelentősen növelhető volt. Ahol nem volt közvetlen EARN hozzáférés, ott az üzenetek, levelezés összekapcsolhatóságát levelezési átjárók segítették. Így pl. az NIIF saját magyar levelezési rendszeréből (ELLA) elektronikus leveleket lehetett küldeni EARN címekre és viszont. A komplex levelezési átjárót az MTA SZTAKI üzemeltette egy VAX 3800-as számítógépen a HUGBOX logikai név alatt.

## Az EARN és más páneurópai akadémiai számítógép-hálózatok
A RARE (Réseaux Associés pour la Recherche Européenne) 1986 júniusában alakul meg Hollandiában bejegyzett társaságként. Anyagi támogatást ekkor a holland kormánytól és az Európai Bizottságtól kap. Fő célja az OSI-modell elfogadtatása az európai akadémiai szféra intézményeivel, a számítógép-hálózati technológia átterelése az OSI rendszer irányába. A harc első hatásos lépéseként az Európai Bizottság egy OSI alapú akadémiai számítógép-hálózat építő projektet (COSINE: Co-operation for Open Systems Interconnection Networking in Europe) indít és finanszíroz a már működő EARN technológia és az Egyesült Államokból Európában is hódító útjára induló Internet ellenében. A COSINE projekt keretében elkezdenek építeni egy európai akadémiai gerinchálózatot, mégpedig X.25 alapon (IXI: International X.25 Infrastructure Backbone Service). A "háború" éveken át folyik, az Európai Bizottság, európai cégek rengeteg pénzt invesztálnak az OSI rendszer fejlesztésébe, de végül a költséghatékonyabb, rugalmasabb TCP/IP rendszer győz, és a RARE 1990-ben elismeri, hogy az Internet nyílt szoftvereket alkalmazó, gyártófüggetlenséget biztosító rendszere nagyon is megfelel az akadémiai számítógép-hálózati alkalmazásra. Végül az X.25 alapú IXI-ről a RARE 1993-ban áttér a TCP/IP-t is támogató EMPB (European Multi-Protocol Backbone) páneurópai gerinchálózat működtetésére. Az európai internet koordinációs központ, a RIPE NCC (Réseaux IP Européens Network Coordination Centre) 1992-ben még a RARE keretein belül alakul meg, csak öt év múlva válik önállóvá. A magyar akadémiai közösséget képviselő HUNGARNET Egyesület 1992 szeptemberében lesz a RARE rendes tagja.
1991-ben néhány akadémiai hálózati szervezet kezdeményezésére megalakul az EBONE konzorcium, amely úttörő módon TCP/IP alapú hálózatot alakít ki Európában, és kapcsolatokat épít ki az Egyesült Államok felé is. A kiváló szakemberek által tervezett hálózat sok tekintetben szolgál mintául a hazai akadémiai TCP/IP gerinchálózat, a HBONE kialakításakor. Az EBONE kezdetben 256 kbit/sec sebességű fizikai összeköttetéseket szolgáltat a gerinchálózaton, amit üvegszálas technológiával két évre rá már 2 Mbit/sec sebességre növel. Az EARN egyre inkább ezt a hálózati szolgáltatást veszi igénybe a nemzetközi internet forgalom lebonyolítására. Időközben az EARN támogatása az IBM részéről csökken, a költséges bérelt vonali infrastruktúra fenntartása egyre nehezebb, a nemzeti akadémiai hálózatok az Európai Bizottság által finanszírozott infrastruktúrák irányába orientálódnak. A folyamat úgy végződik, hogy 1994 októberében az EARN beolvad az Európai Unió által preferált és anyagilag is támogatott RARE akadémiai hálózatba. Ezzel egyidejűleg a RARE nevét TERENA-ra (Trans-European Research and Education Networking Association) változtatja.
1993-ban a RARE részvénytársaságaként megalakul a páneurópai akadémiai hálózatot üzemeltető DANTE (Delivery of Advanced Network Technology to Europe) nevű szervezet, így a RARE hatásköréből kikerül a gerinchálózat fejlesztésével, műszaki üzemeltetésével, az Európai Unió támogatásainak felhasználásával, elszámolásával kapcsolatos feladatkör. A DANTE üzemeltetése alatt folyamatosan fejlődik a gerinchálózat, ennek fontosabb állomásai: EuropaNET (1995-1997), TEN-34 (1997-1998), TEN-155 (1998-2001), GÉANT (2001-2005), GÉANT2 (2006-2009), GÉANT GN3 (2009-2013), GÉANT GN3PLUS (2013-2015). 2014-ben a nemzeti akadémiai hálózati szervezeteket tömörítő TERENA és a nemzetközi gerinchálózatot üzemeltető DANTE összeolvadásával GÉANT egyesület néven alakul meg az új páneurópai szervezet, amely napjainkig (2022) a GN4 és GN5 projektjeivel szolgálja az európai oktatást, kutatást.